# Túnel Seikan

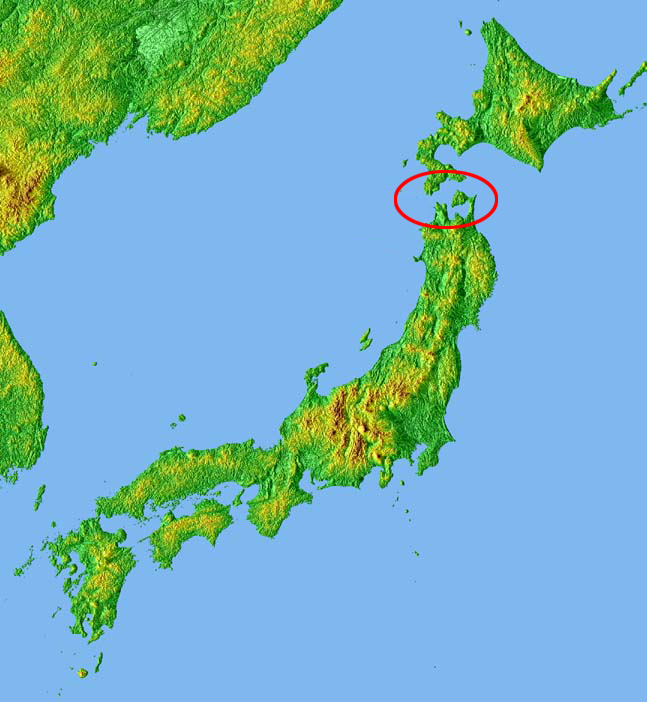
Localização do Estreito de Tsugaru no Japão

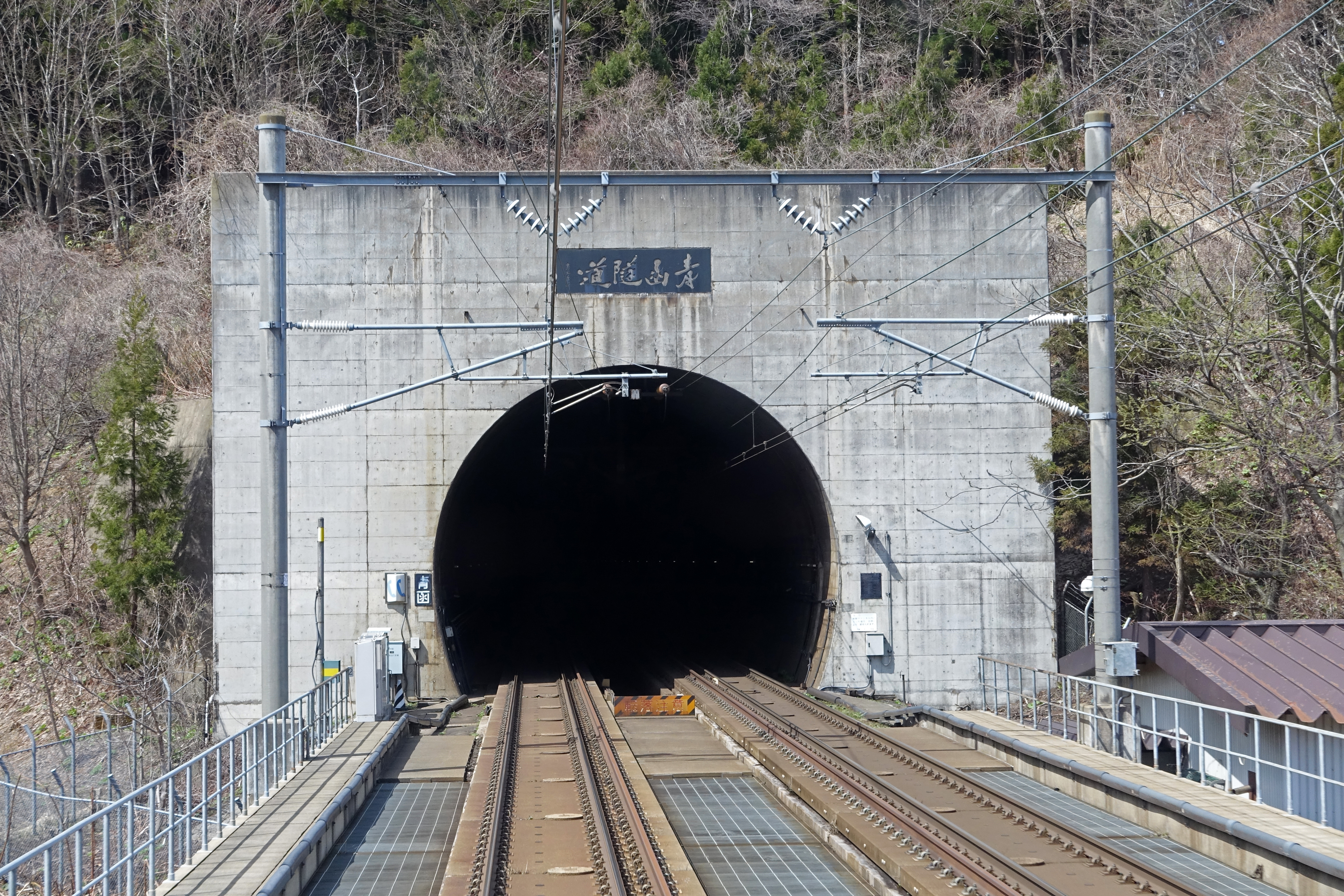
Entrada para o túnel do lado de Honshu. As faixas de bitola dupla são visíveis

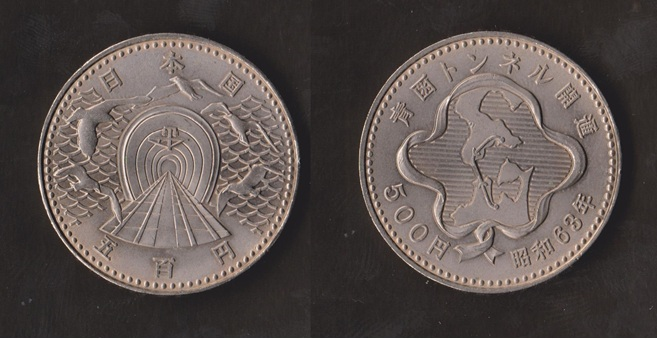
moeda de 500 ienes do Túnel Seikan de 1988

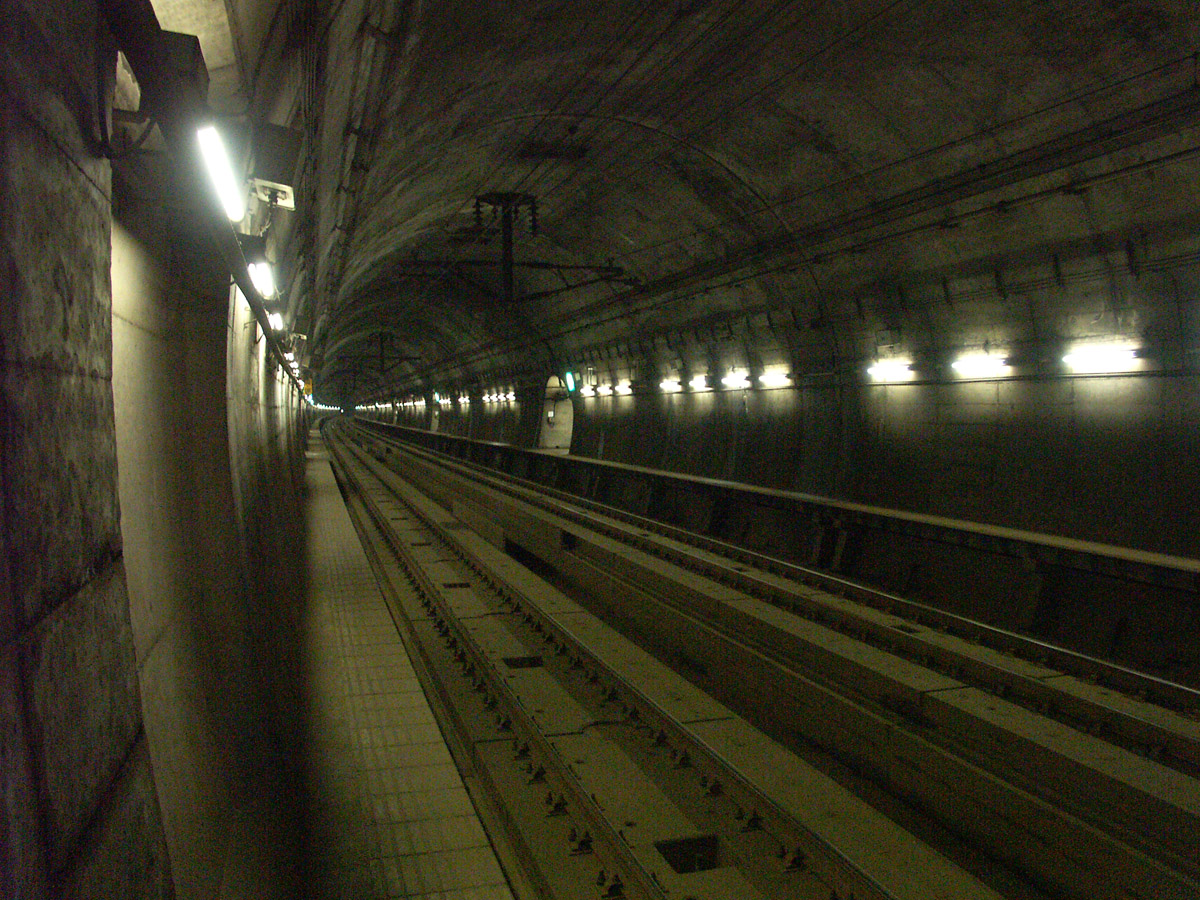
Plataforma da estação Yoshioka-Kaitei no túnel de Seikan

O Túnel Seikan (青函トンネル Seikan Tonneru ou 青函隧道 Seikan Zuidō) é um longo túnel ferroviário sob o estreito de Tsugaru, no Japão e, atualmente, (2025) o segundo mais longo túnel ferroviário do mundo, com 65,23 quilômetros (em 15 de outubro de 2010, o Túnel de base de São Gotardo chegou à marca de 57 km).
Inaugurado em 1988, o túnel Seikan é um pouco mais longo do que o Eurotúnel e contém um trecho de 23,3 quilômetros sob o leito marinho. Conecta a prefeitura de Aomori, na ilha japonesa de Honshu, e a ilha de Hokkaido, como parte da linha Kaikyo do sistema ferroviário japonês.

## História

Diagrama do túnel Seikan

Conectar as ilhas de Honshū e Hokkaidō era algo considerado pelo governo japonês desde o período Taishō, entre 1912 e 1925, mas somente em 1946 que estudos comprometidos a esse objetivo passaram a ser realizados, motivados pela perda de territórios e a necessidade de acomodar aqueles que retornavam do conflito. Em 1954 foi registrado o afundamento de cinco balsas, dentre elas a Toya Maru, durante um tufão, resultando na morte de 1 430 passageiros. No ano seguinte a investigação necessária para a construção teria início, a mando da Kokutetsu, empresa nacional ferroviária.  O trabalho preparatório em terra começou em março de 1961 e o submarino de profundidade Kuroshio II explorou completamente o fundo do mar. Com base nessa pesquisa, os planejadores escolheram a variante ocidental sobre a península de Tsugaru, enquanto abandonavam a variante oriental inicialmente preferida sobre a península de Shimokita.
| Data                   | Ocorrido                                 |
| ---------------------- | ---------------------------------------- |
| 24 de abril de 1946    | Início das pesquisas geológicas          |
| 26 de setembro de 1954 | Tufão afunda Toya Maru                   |
| 23 de março de 1964    | Estabelecida uma empresa pública         |
| 28 de setembro de 1971 | Começa a construção do túnel principal   |
| 27 de janeiro de 1983  | O trajeto do túnel piloto é perfurado    |
| 10 de março de 1985    | O trajeto do túnel principal é perfurado |
| 13 de março de 1988    | O túnel é inaugurado                     |

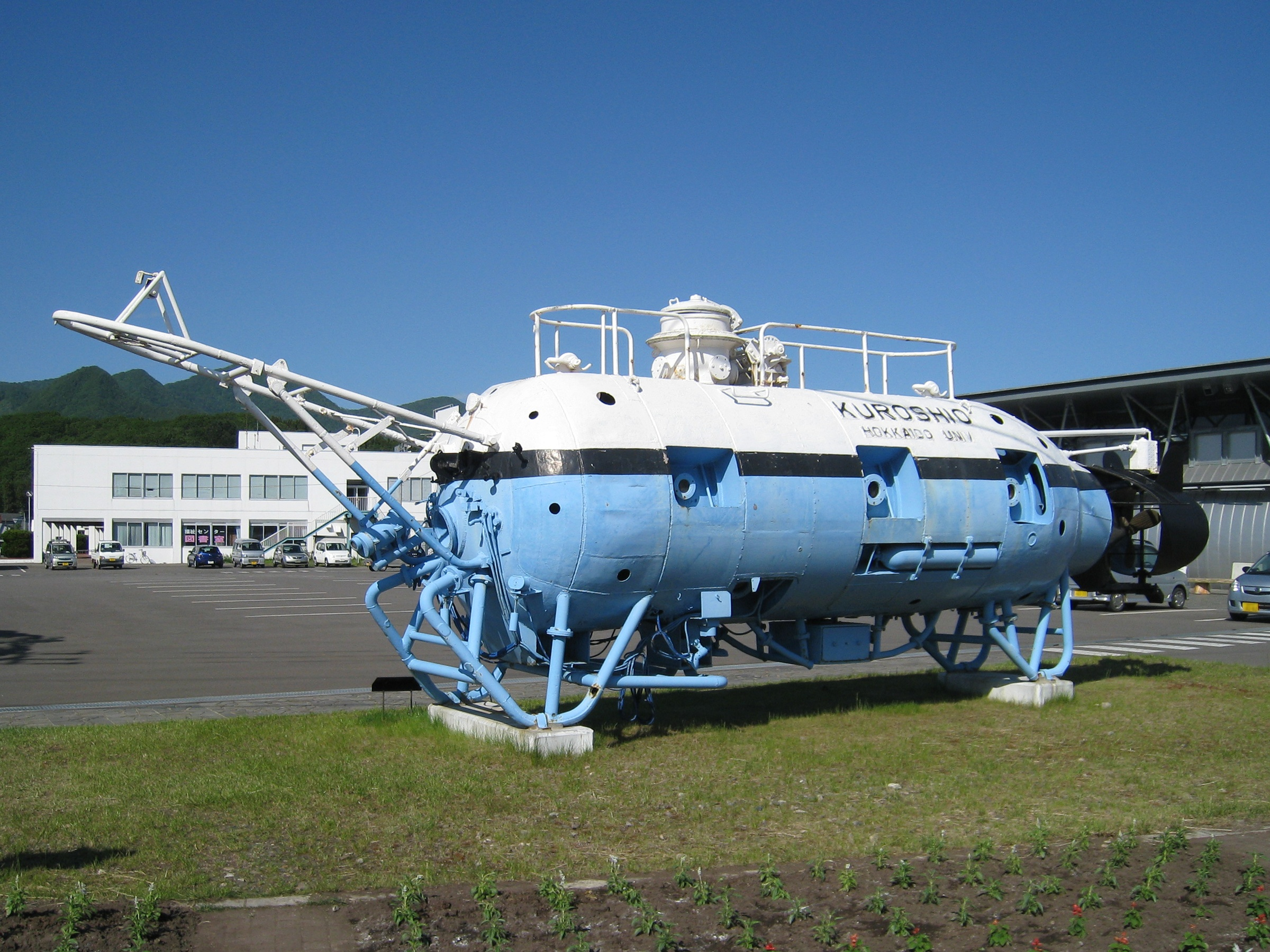
Submarino Kuroshio II

O crescimento do tráfego entre as duas ilhas - uma consequência do desenvolvimento econômico da região - também preocupava as autoridades. Em 1965, mais de 4 milhões de travessias eram registradas, e mais de 6 milhões de toneladas eram transportadas. Em 1971, já se estimativa que a capacidade das balsas iria se esgotar; então, em setembro daquele ano, começaram os trabalhos de construção do túnel. Planejado para ter a capacidade de suportar o ingresso de trens Shinkansen - possibilitando assim a sua posterior integração ao sistema de transporte destes trens, a construção do túnel foi bastante árdua, e, apesar de planejada, durante sua execução foi registrada a morte de 34 operários.
A eficácia do projeto foi questionada na época, uma vez que as estimativas realizadas em 1971 se mostraram exageradas. Em 1978, o transporte chegou ao limite, mas nos anos seguintes apresentou moderada queda, atingindo o limite previsto apenas em 1985. A economia do Japão, afetada pela crise do petróleo em 1973, combinada com os avanços no transporte aéreo, representavam novos fatores no transporte.
Os engenheiros não podiam usar uma máquina de perfuração de túneis para escavar o túnel de Seikan porque a rocha e o solo sob o estreito de Tsugaru eram imprevisíveis. Em vez disso, os trabalhadores do túnel perfuraram meticulosamente e explodiram 54 quilômetros através de uma grande zona de terremoto para ligar a principal ilha japonesa de Honshu à ilha norte de Hokkaido. 

### Instalação
Inaugurado em 13 de Março de 1988, o túnel teve um custo total de ¥ 538,4 bilhões (US$ 3,6 bilhões) em vez de 200 bilhões, como originalmente assumido. E, uma vez concluído, passou a ser utilizado para todos os transportes entre as ilhas.
Infelizmente, o custo da extensão do serviço Shinkansen através do novo túnel provou ser muito caro. De fato, hoje as viagens aéreas entre Honshu e Hokkaido são mais rápidas e quase tão baratas quanto as viagens de trem pelo túnel. Apesar de seu uso limitado, o túnel de Seikan continua sendo um dos maiores feitos de engenharia do século XX.

## Manutenção e estrutura

Seção transversal do túnel típico.
(1) Túnel principal
(2) Túnel de serviço
(3) Túnel piloto
(4) Galeria de conexão

Em 2002, em um artigo publicado na Tunneling and Underground Space Technology, Michitsugu Ikuma teria descrito que a estrutura da seção subaquática encontrava-se em boas condições, e que a quantidade de passageiros, embora elevando-se sempre após a ocorrência de terremotos, estaria diminuindo.
Duas estações encontram-se localizadas dentro do próprio túnel: as estações Tappi-Kaitei e Yoshioka-Kaitei, servindo como pontos de fuga em caso de emergência. Em caso de incêndio ou outro desastre, ambas as estações podem prover a segurança necessária, contendo túneis menores e mais seguros, válvulas para a exaustão de fumaça, câmeras de televisão que ajudam na indicação da rota de fuga, além de sistemas de alarme em infravermelho.
Adicionalmente, ambos também incluíam em suas estruturas museus detalhando a história e o funcionamento do túnel, mas o museu de Yoshioka-Kaitei foi fechado em 16 de março de 2006 para dar lugar a um depósito necessário aos trabalhos feitos para reformar o túnel nos serviços relacionados ao Shinkansen de  Hokkaidō.

## Transporte

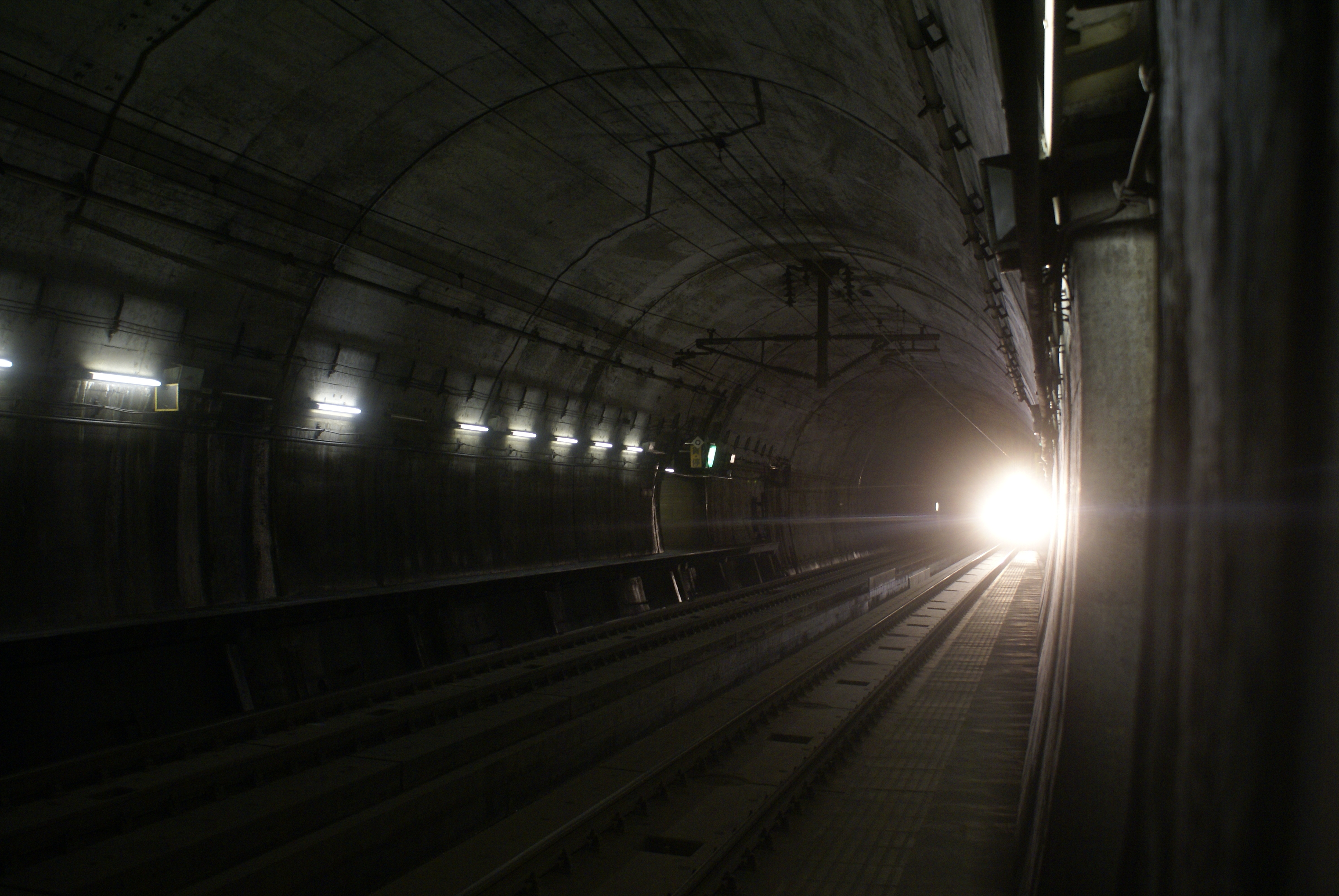
Trem se aproximando da Estação Tappi-Kaitei, em julho de 2008

Trens de carga que passam pelo túnel Seikan, em sua maioria, transportam produtos agrícolas de Hokkaido a outras partes do país e levam livros e itens processados para a ilha no extremo norte do arquipélago. Cerca de 50 trens de carga e 30 trens-bala passam pelo túnel diariamente. 
As locomotivas elétricas da série EH800 Bo-Bo + Bo-Bo da Toshiba passaram pelo túnel a partir de 2014, substituindo as classes ED79 e EH500 existentes. As novas locomotivas elétricas de 25 m de comprimento terão uma potência de 4 MW e funcionarão a uma velocidade de 110 km/h. O túnel também facilitará a passagem do trem-bala de Shinkansen a partir de 2016. O sistema elétrico atual do túnel será atualizado de 20 kV para 25 kV para facilitar os trens de Shinkansen. A velocidade do trem será limitada a 140 km/h durante os primeiros dois anos de operação, a fim de evitar o risco de descarrilar trens de carga de bitola estreita, viajando na direção oposta, por ondas de choque do ar. 
| Ano  | Passageiros (pessoas / ano) | Carga (t/ano) | Modo                               |
| ---- | --------------------------- | ------------- | ---------------------------------- |
| 1955 | 2 020 000                   | 3 700 000     | Balsa de Seikan                    |
| 1965 | 4 040 000                   | 6 240 000     | Balsa de Seikan                    |
| 1970 | 9 360 000                   | 8 470 000     | Balsa de Seikan                    |
| 1985 | 9 000 000                   | 17 000 000    | Previsão de 1971                   |
| 1988 | ~3 100 000                  | —             | Túnel Seikan                       |
| 1999 | ~1 700 000                  | —             | Túnel Seikan                       |
| 2001 | —                           | >5 000 000    | Túnel Seikan                       |
| 2016 | 2 110 000                   | —             | Túnel Seikan (Hokkaido Shinkansen) |